# درآمد جامع
در گزارش‌های مالی شرکت‌ها، درآمد جامع یا سود جامع (به انگلیسی: Comprehensive income) شامل تمام تغییرات در سرمایه شرکت در طول یک دوره مالی به استثنای دوره‌هایی است که منتج می‌شود از سرمایه‌گذاری توسط صاحبان شرکت یا توزیع درآمد میان صاحبان شرکت ". یک اندازه‌گیر اقتصادی برای درآمد جامع به منظور تجزیه و تحلیل مالی از دیدگاه سهامداران عادی ضروری است زیرا که این باعث می‌شود تا تأثیرات ناشی از تغییرات حقوقِ (مزایا) مالکان شرکت مشمول (خالص درآمد) شرکت نشود. (همه تغییرات عددی در سرمایه شرکت به جز آن دسته از تغییرات که ناشی از سرمایه‌گذاری صاحبان شرکت است یا میان صاحبان شرکت توزیع شده‌است)
به زبان ساده‌تر تغییرات در سرمایه شرکت که متأثر از داد و ستدها و رویدادهایی باشد که مالکان شرکت در آن داد و ستدها و رویدادها نقشی نداشته باشند.